# Rattus nativitatis
Il ratto bulldog (Rattus nativitatis  Thomas, 1888) era un roditore della famiglia dei Muridi vissuto in epoca storica sull'Isola del Natale.

## Descrizione

### Dimensioni
Roditore di grandi dimensioni, con la lunghezza della testa e del corpo tra 202 e 275 mm, la lunghezza della coda tra 140 e 182 mm, la lunghezza del piede tra 50 e 55 mm e la lunghezza delle orecchie tra 18 e 25 mm.

### Aspetto
La pelliccia è lunga, densa e ruvida. La testa è insolitamente piccola e delicata. Le parti superiori sono bruno-grigiastre scure. Le parti ventrali sono solo leggermente più chiare, talvolta è presente una macchia biancastra sull'addome. Le zampe sono larghe e robuste, gli artigli delle mani sono grandi e larghi. Le orecchie sono piccole. La coda è più corta della testa e del corpo, è tozza, praticamente priva di peli ed uniformemente bruno-nerastra. Ci sono 7-8 anelli di scaglie triangolari per centimetro. Le femmine hanno 3 paia di mammelle inguinali.

## Biologia

### Comportamento
Si trattava di una specie notturna e fossoria, che viveva in piccoli gruppi in tane, spesso tra le radici di tronchi e talvolta in tronchi di palme da sago cadute.

### Alimentazione
Si nutriva di frutta selvatica, germogli e bacche.

## Distribuzione e habitat
Questa specie è vissuta sull'Isola di Natale fino presumibilmente agli inizi del XX secolo.
Viveva probabilmente nelle foreste che coprivano le colline dell'isola.

## Conservazione
La IUCN Red List, considerato che nessun esemplare è stato più osservato dal 1898 ed ogni successivo tentativo di localizzarlo è fallito, classifica R.nativitatis come specie estinta (EX).
Già a partire dal 1898 la popolazione era in declino, sebbene non fosse mai stata abbondante sull'isola come l'altra specie nativa di ratto, Rattus macleari. Probabilmente era confinata sulle colline, dove appariva essere relativamente numerosa. Nel 1908, Andrews, dopo falliti tentativi di catturarne almeno un individuo, dovette constatare la scomparsa e decretarne l'estinzione. La rapidità con cui la specie passò da relativamente abbondante a completamente estirpata nel giro di meno di un decennio, fa supporre che la causa principale sia dovuta ad un'epidemia trasportata sull'isola dal ratto nero, introdotto accidentalmente nel 1898 dall'equipaggio della nave S.S.Hindustan. Questa ipotesi è suffragata da recenti studi genetici effettuati sugli individui deposistati nelle collezioni dei musei di storia naturale e che evidenziano la presenza di variazioni nel DNA provocate da un tripanosoma patogeno, veicolato da un parassita proprio del ratto nero.